# Петров крест
Петро́в крест, или чешу́йник, или потаённица, или царь-трава́ (лат. Lathraéa) — небольшой род растений-паразитов семейства Заразиховые (ранее включался в семейство Норичниковые).

## Ботаническое описание
В род Петров крест включают пять видов цветковых растений, паразитирующих на корнях деревьев и кустарников. В них полностью отсутствует хлорофилл.
Растения достигают высоты 15—30 см.
Стебли густо покрыты белыми мясистыми чешуями — видоизменёнными листьями.
Корневая система, присоединяющаяся присосками к корням деревьев, может растягиваться на большие расстояния и соединяться с другими материнскими растениями.
Соцветие — кисть; цветки, в зависимости от вида, — от розоватого до пурпурного цвета.
Первые годы растения развиваются под землёй. После развития корневища появляются соцветия; основное время вегетации — весна, во время сокодвижения. Корневище петрова креста растёт в разные стороны, разветвляется и образует крестовидные соединения — отсюда и его русское название.

## Распространение и экология
Родиной является умеренный пояс Европы и Азии. Наиболее распространён Петров крест обыкновенный, или чешуйчатый. Это единственный вид, произрастающий на территории России и сопредельных стран.

## Хозяйственное значение и использование
Несмотря на применение петрова креста в народной медицине, в том числе для лечения различных заболеваний печени, почек, лечения женского бесплодия и т д., в официальной медицине не используется, поскольку не было проведено ни единого научного исследования, доказывающего пользу в лечении вышеназванных заболеваний, а также безопасность и отсутствие канцерогенности и мутагенности этого растения. Кроме того, петров крест сильно ядовит.

## Классификация

### Таксономическое положение
- Lathraea L., 1753, Sp. Pl. : 605

Род Петров крест включается в семейство Заразиховые (Orobanchaceae) порядка Ясноткоцветные (Lamiales), последовательно входящего в более крупные клады Ламииды → Астериды → Суперастериды → Эвдикоты → Цветковые растения. Таксономическая схема в соответствии с Системой APG IV по состоянию на июнь 2024 года:
|  |                          |  |                                   |                                   |                       |  | еще 23 семейства |              |                  |                        |
|  |                          |  |                                   |                                   |                       |  |                  |              |                  | 5 подтвержденных видов |
|  |                          |  |                                   | порядок Ясноткоцветные            |                       |  |                  |              | род Петров крест |                        |
|  |                          |  |                                   | порядок Ясноткоцветные            |                       |  |                  |              | род Петров крест |                        |
|  | клада Цветковые растения |  |                                   |                                   | семейство Заразиховые |  |                  |              |                  |                        |
|  | клада Цветковые растения |  |                                   |                                   |                       |  |                  |              |                  |                        |
|  |                          |  | ещё 63 порядка цветковых растений | ещё 63 порядка цветковых растений |                       |  |                  | еще 98 родов | еще 98 родов     |                        |
|  |                          |  |                                   | ещё 63 порядка цветковых растений |                       |  |                  |              | еще 98 родов     |                        |

### Виды
- Lathraea clandestina — Петров крест скрытый
- Lathraea japonica — Петров крест японский
- Lathraea purpurea — Петров крест пурпурный
- Lathraea rhodopea — Петров крест балканский, или Петров крест родопский
- Lathraea squamaria typus — Петров крест чешуйчатый, или Петров крест обыкновенный

## Изображение
- Петров крест чешуйчатый. Окрестности г. Коростень (Житомирская обл., Украина).